# Ipomoea parasitica
Ipomoea parasitica ist eine Pflanzenart aus der Gattung der Prunkwinden (Ipomoea) aus der Familie der Windengewächse (Convolvulaceae). Die Art ist in Amerika verbreitet.

## Beschreibung

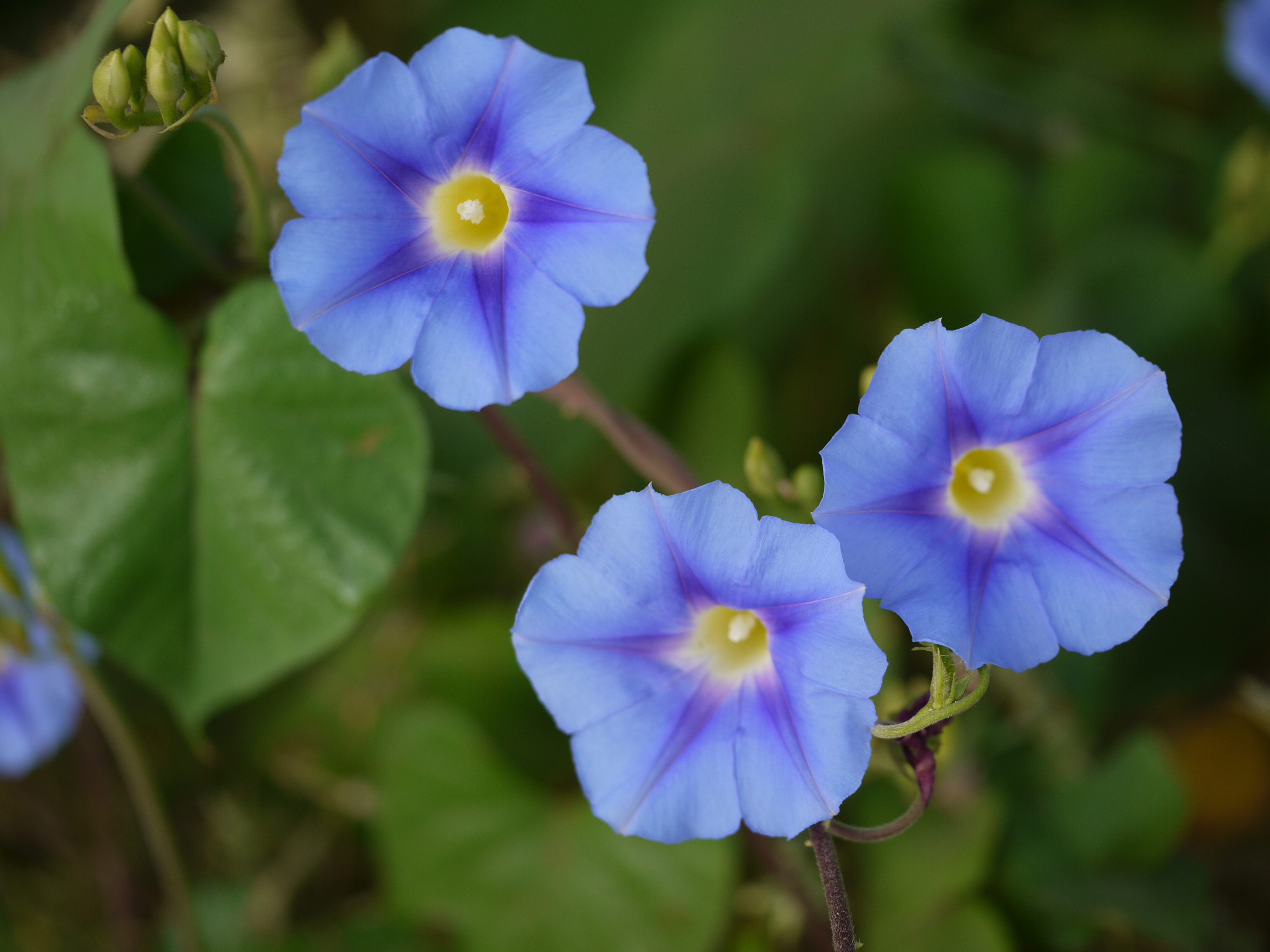
Blüten

Ipomoea parasitica ist eine klein oder groß wachsende, krautige Kletterpflanze. Die Stängel sind unbehaart oder nahezu unbehaart und weisen auf der Unterseite oftmals warzenähnliche, fleischige Höcker auf. Die Laubblätter sind lang gestielt, die Blattspreiten sind abgerundet herzförmig und 6 bis 10 cm lang. Die Oberseite ist striegelig behaart, die Unterseite ist unbehaart oder nahezu unbehaart. Nach vorn sind sie zugespitzt oder abgerundet und zipfelig.
Die Blütenstände bestehen aus fünf bis zwölf Blüten, die kräftigen Blütenstandsstiele sind kürzer oder nur leicht länger als die Blattstiele. Die Blütenstiele sind nach oben hin deutlich verdickt. Die Kelchblätter sind 4 bis 5 mm lang, die äußeren sind lanzettlich-eiförmig, fast spitz und fein zipfelig und fein mit anliegenden Trichomen filzig behaart. Die inneren Kelchblätter sind gerundet. Die Krone ist außen seidig behaart, 3 cm lang und leuchtend violett gefärbt. Die Staubblätter reichen in etwa bis zur Mitte der Krone. Der Griffel ist etwa genauso lang wie die Staubblätter und bricht kurz nachdem die verblühte Krone abgefallen ist auch ab.
Die Früchte sind eiförmig-kugelige Kapseln mit einer Länge von 1 cm. Die Samen sind fein behaart.

## Verbreitung
Die Art kommt von Mexiko über Mittelamerika bis ins nördliche Südamerika vor. Sie wächst dort an buschigen Hängen und in Dickichten in Höhenlagen zwischen 800 und 1500 m.